# Point of Rocks
Point of Rocks és una concentració de població designada pel cens dels Estats Units a l'estat de Wyoming. Segons el cens del 2000 tenia 3 habitants.

## Demografia
Segons el cens del 2000, Point of Rocks tenia 3 habitants. La densitat de població era de 0,6 habitants/km².
Per edats la població es repartia de la següent manera: un 0% tenia menys de 18 anys, un 0% entre 18 i 24, un 0% entre 25 i 44, un 100% de 45 a 60 i un 0% 65 anys o més.
L'edat mediana era de 63 anys. Per cada 100 dones de 18 o més anys hi havia 150 homes.
Cap de les famílies estaven per davall del llindar de pobresa.

## Poblacions més properes
El següent diagrama mostra les poblacions més properes.